# Octostruma
Octostruma is een geslacht van vliesvleugelige insecten van de familie Mieren (Formicidae).

## Soorten
- O. balzani (Emery, 1894)
- O. batesi (Emery, 1894)
- O. betschi Perrault, 1988
- O. iheringi (Emery, 1888)
- O. impressa Palacio, 1997
- O. inca Brown & Kempf, 1960
- O. onorei (Baroni Urbani & De Andrade, 2007)
- O. petiolata (Mayr, 1887)
- O. rugifera (Mayr, 1887)
- O. rugiferoides Brown & Kempf, 1960
- O. stenognatha Brown & Kempf, 1960
- O. stenoscapa Palacio, 1997
- O. wheeleri (Mann, 1922)